# 3761 Romanskaya
3761 Romanskaya (1936 OH) là một tiểu hành tinh vành đai chính được phát hiện ngày 25 tháng 7 năm 1936 bởi G. Neujmin ở Simeis.